# دابلیو. بی. هیبرن
دابلیو. بی. هیبرن (به انگلیسی: Weldon B. Heyburn) سناتور سابق عضو حزب جمهوری‌خواه ایالات متحده آمریکا بود. وی در سال ۱۹۰۳ تا ۱۹۱۲ میلادی سناتور ایالت آیداهو در سنای ایالات متحده آمریکا بود.